# الديسمي
قرية الديسمي هي إحدى القرى التابعة لمركز الصف في محافظة الجيزة في جمهورية مصر العربية. حسب إحصاءات سنة 2006، بلغ إجمالي السكان في الديسمى 16069 نسمة، منهم 7902 رجل و8167 امرأة.